# Вільям Морріс

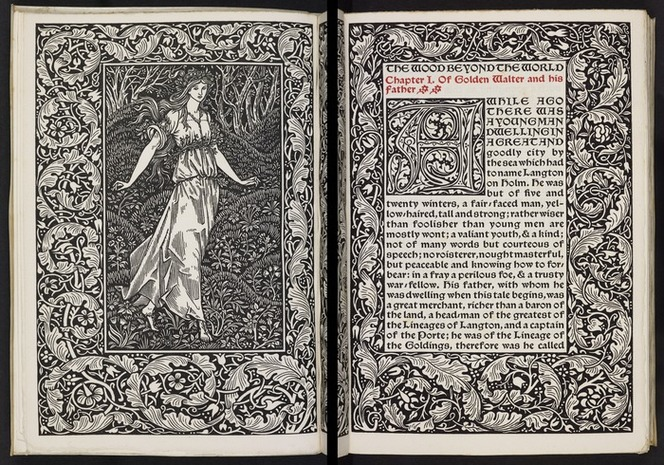
Фронтиспіс та сторінка роману-фентезі В. Морріса «Ліс за межами світу», 1894

Морріс Вільям (англ. William Morris; 24 березня 1834 — 3 жовтня 1896) — англійський письменник-фантаст, художник, теоретик мистецтва, засновник руху «Мистецтво і ремесло», соціаліст, поділяв погляди прерафаелітів.

## Життєпис
У 1861 створив фірму, що випускала меблі, килими, широкий спектр декоративної шпалери, багато з яких виробляються й понині. Його «Кельмскотт Пресс», заснований у 1890 році для видання добре ілюстрованих книг, сильно вплинув на поліграфію і дизайн книг.
Писав романтичні вірші (поема «Земний рай» 1868—1870 роки), соціалістично-утопічні та фентезійні («Ліс за межами світу», «Оповідь про Сяючу долину») романи.
У своєму найвідомішому романі «Новини нізвідкіля або епоха спокою» (1890) спробував сумістити соціалістичну утопію та середньовічні реалії. Роман містить численні суперечності — в описаному суспільстві панує егалітаризм і відсутні класи, особливе становище мають мистці, проте люди відмовилися від індустрії та прогресу, живуть у патріархальних громадах, в умовах бездоріжжя і ручної праці.
Відомо, що секретарем Вільяма Морріса певний час служив Крістофер Кокерелл — англійський інженер-винахідник.
Його лекції в Кембріджському університеті відвідував Сесіл Шарп, який пізніше став відомим англійським етнографом і фольклористом.

## Галерея

### Morris & Co. stained glass

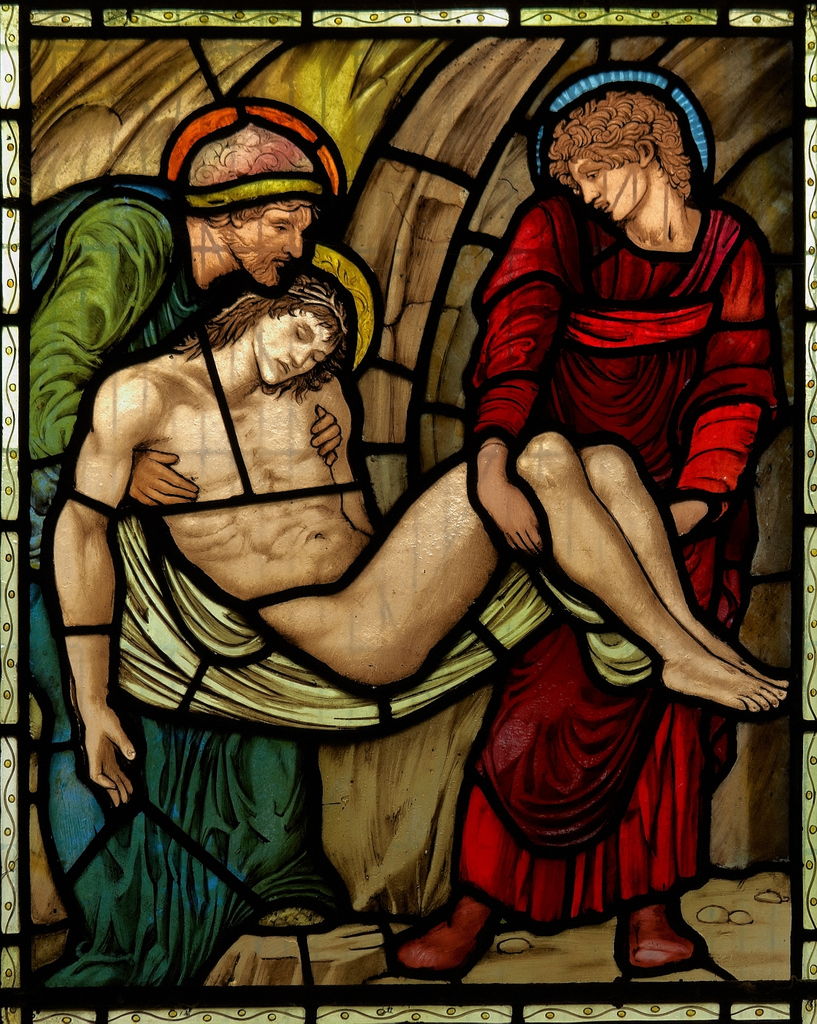
All Saints, Middleton Cheney, Northamptonshire
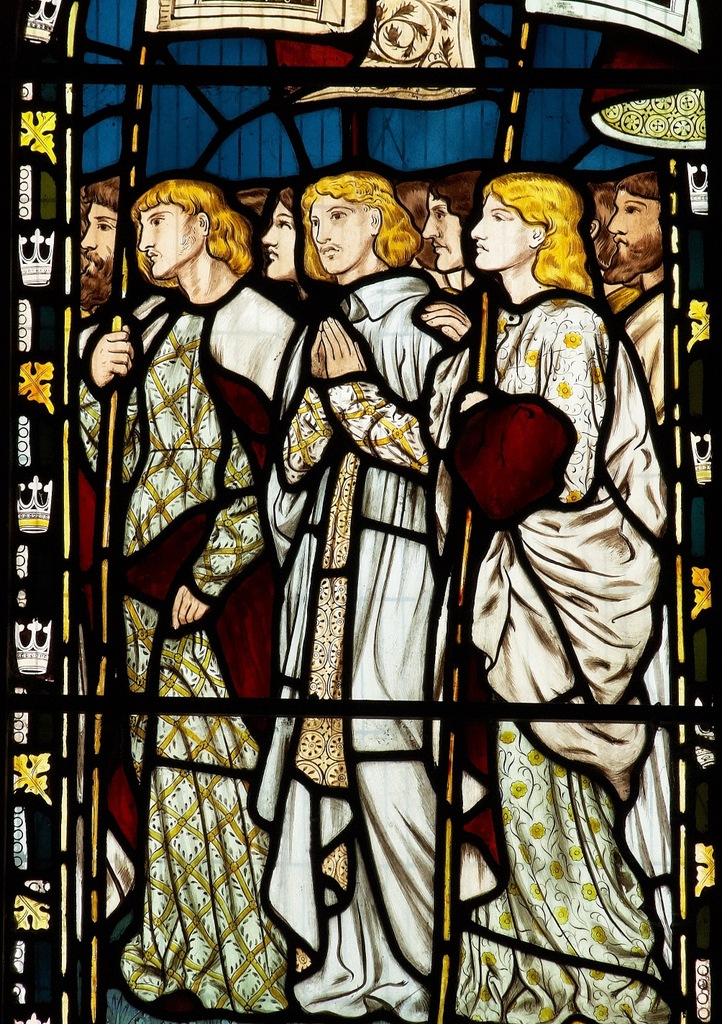
All Saints, Middleton Cheney – Solomon
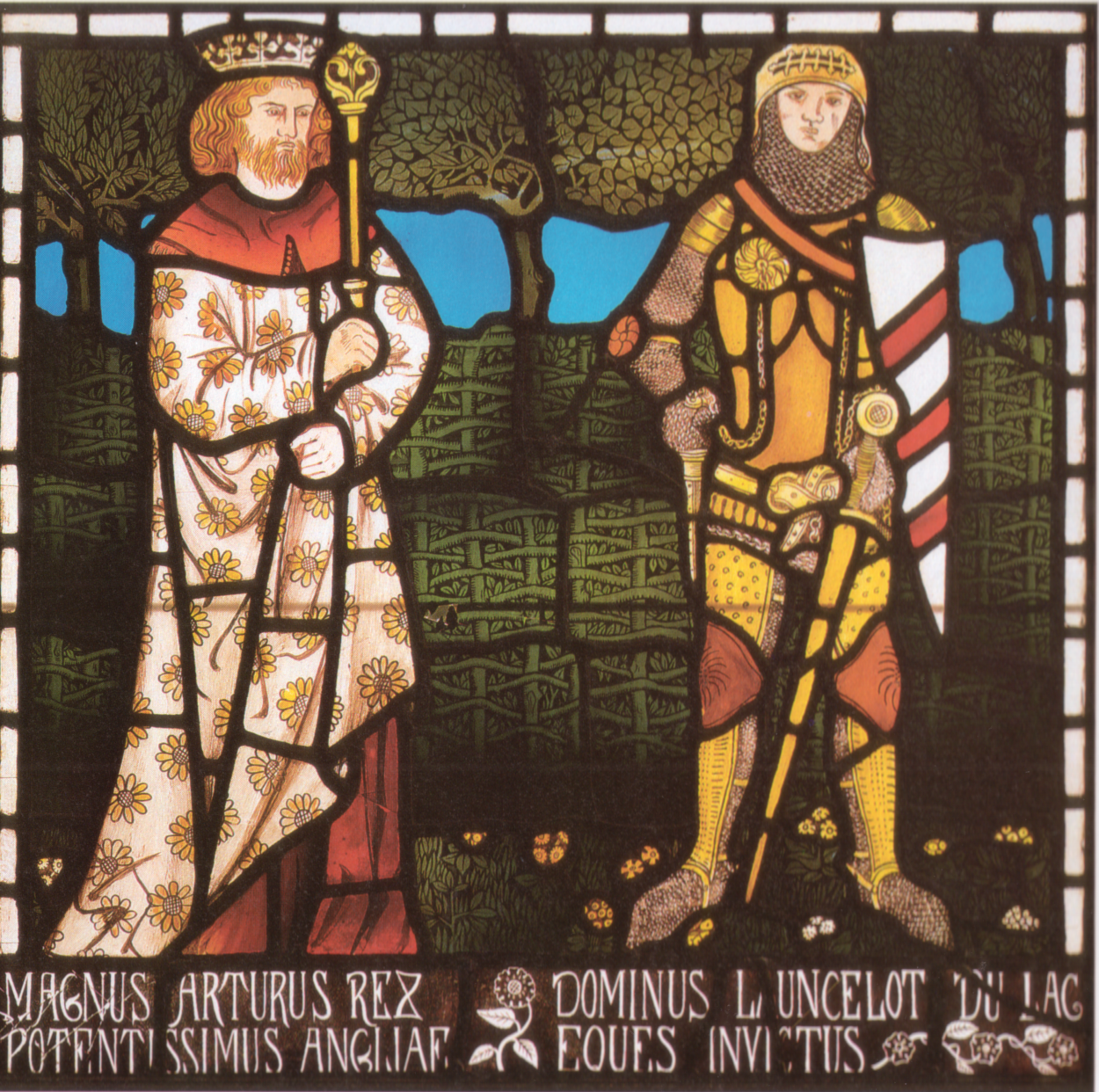
William Morris King Arthur and Sir Lancelot, (1862)
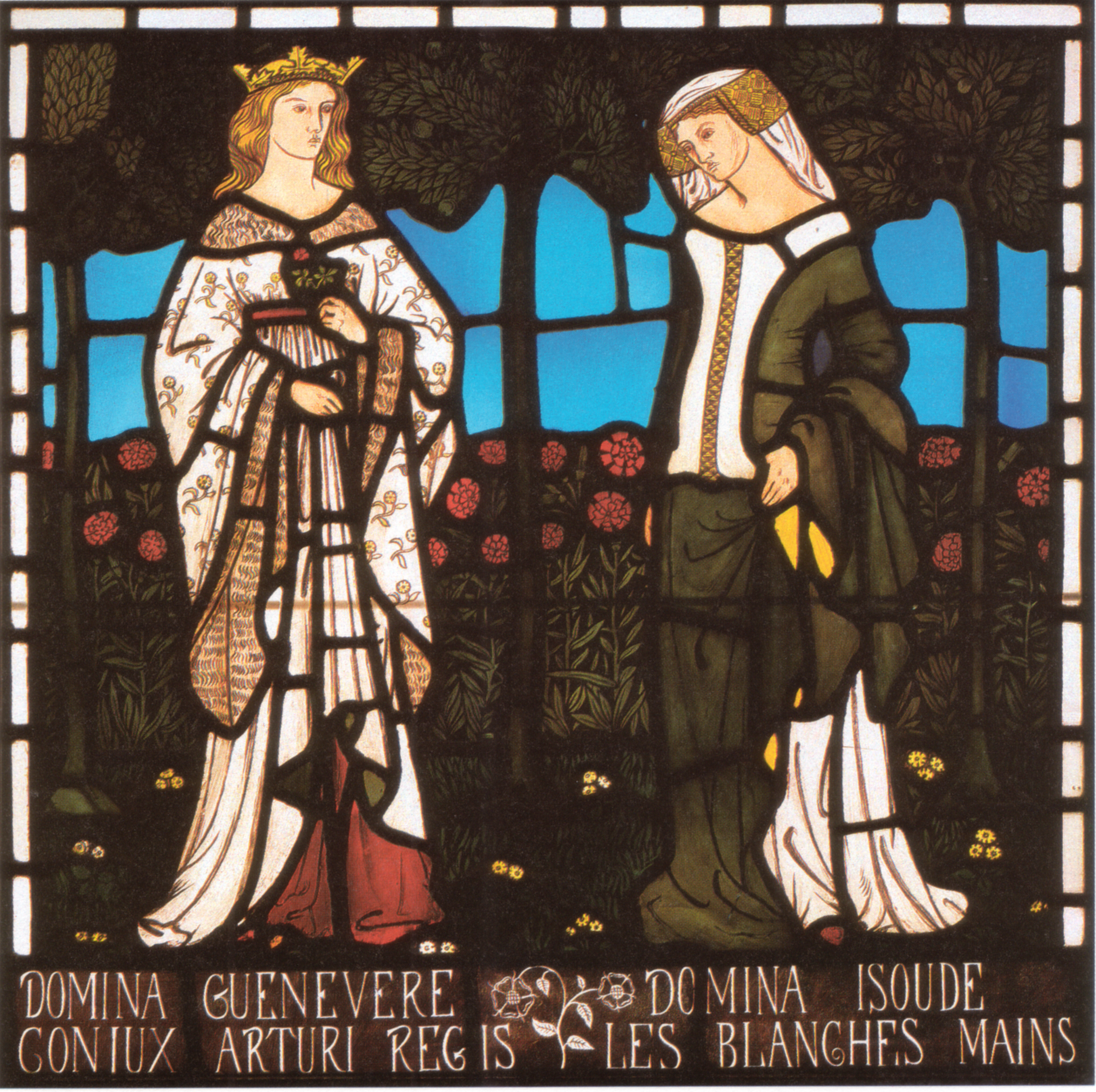
William Morris Queen Guenevere and Isoude, (1862)
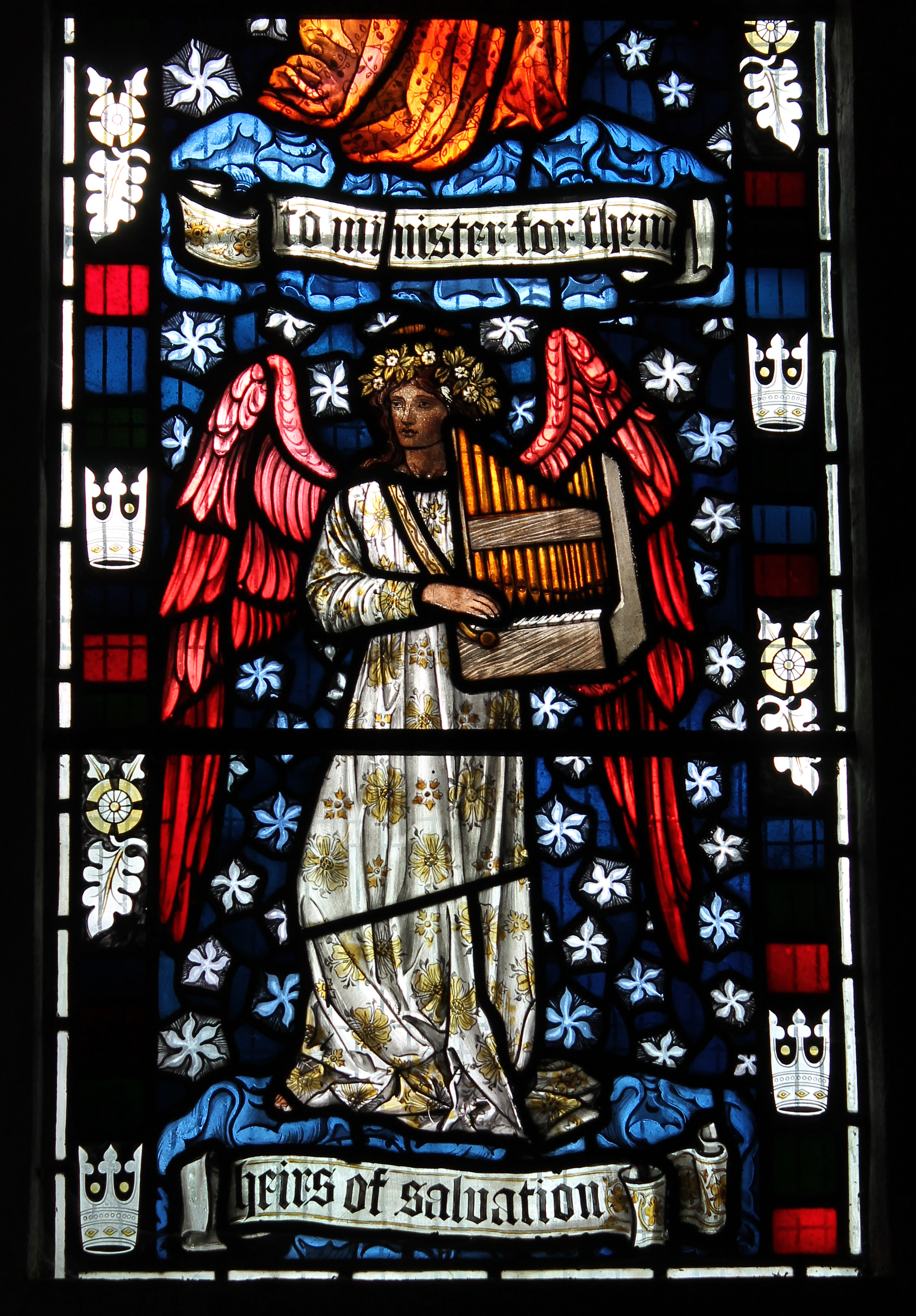
Detail, William Morris window, Cattistock Church, (1882).
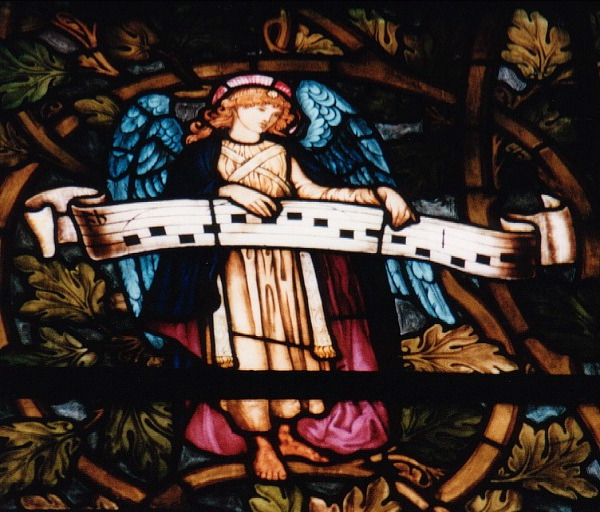
Detail from The Worship of the Shepherds window (1882).
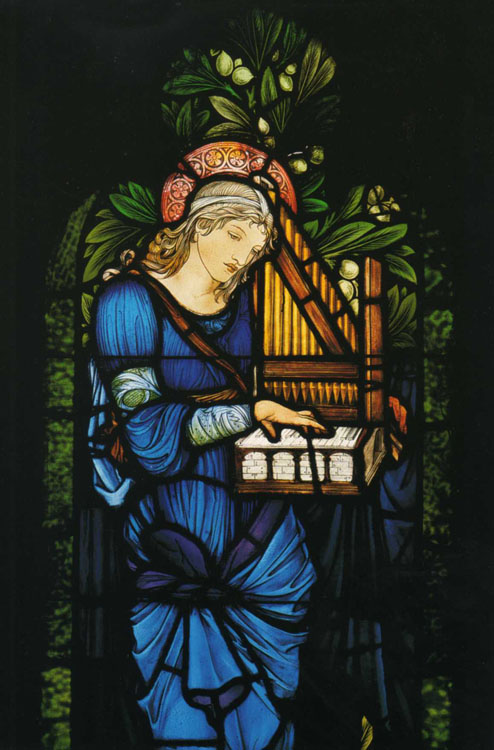
Burne-Jones-designed and Morris & Co.-executed Saint Cecilia window at Second Presbyterian Church (Chicago, Illinois)
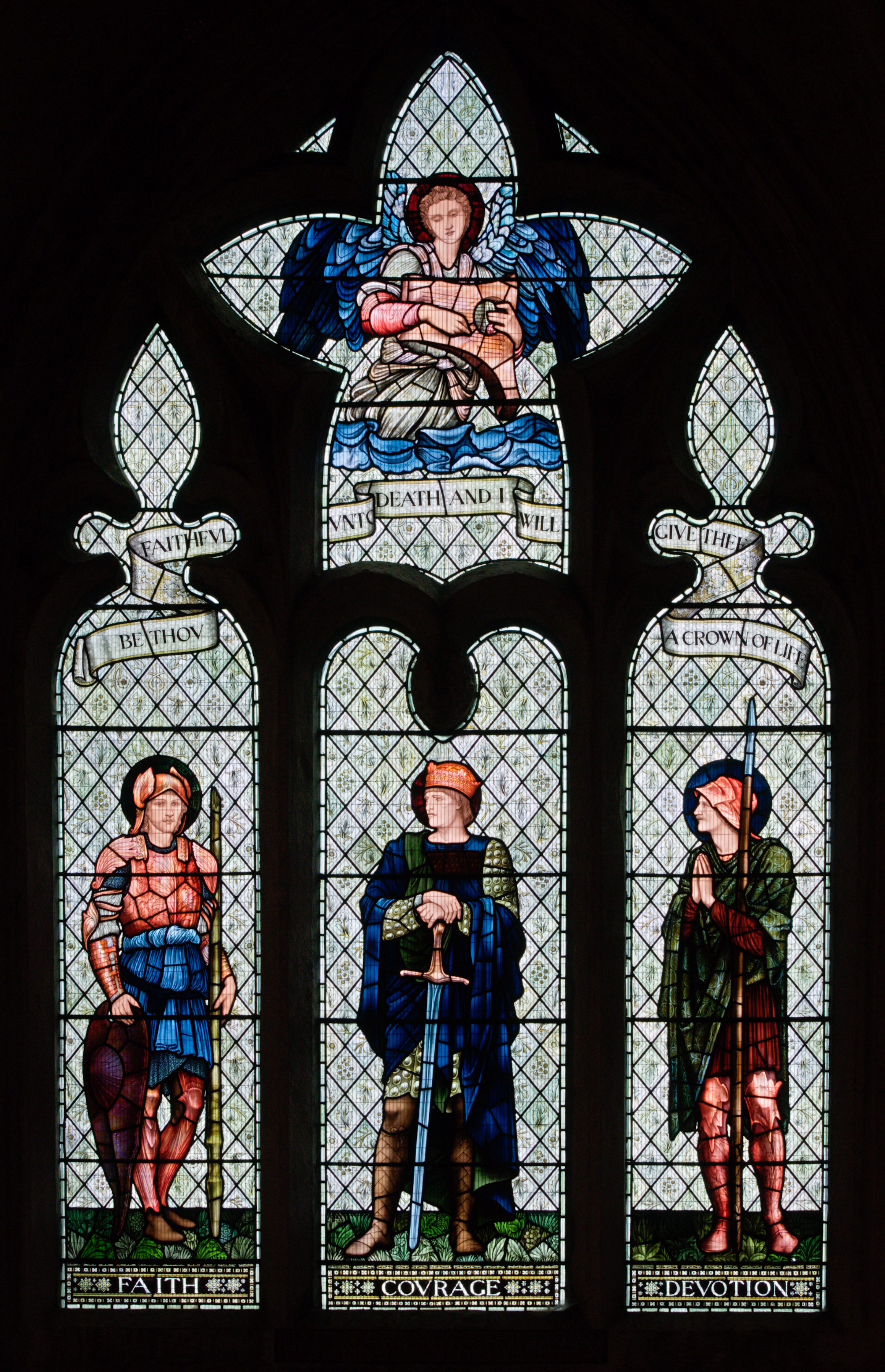
Burne-Jones-designed and Morris & Co.-executed Luce Memorial Window in Malmesbury Abbey, Malmesbury, Wiltshire, England (1901).

### Morris & Co. patterns

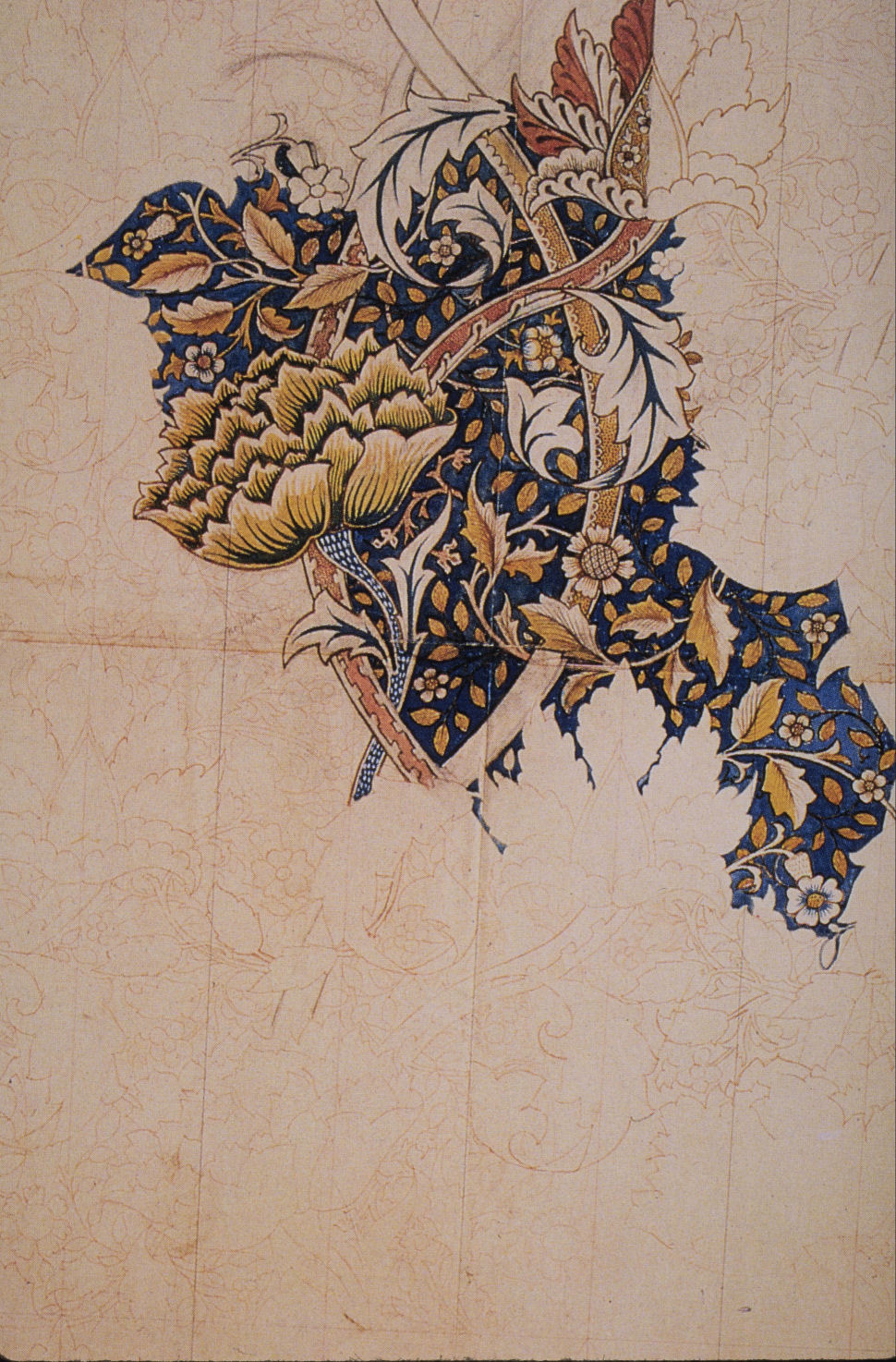
Design for Windrush printed textile, 1881–1883
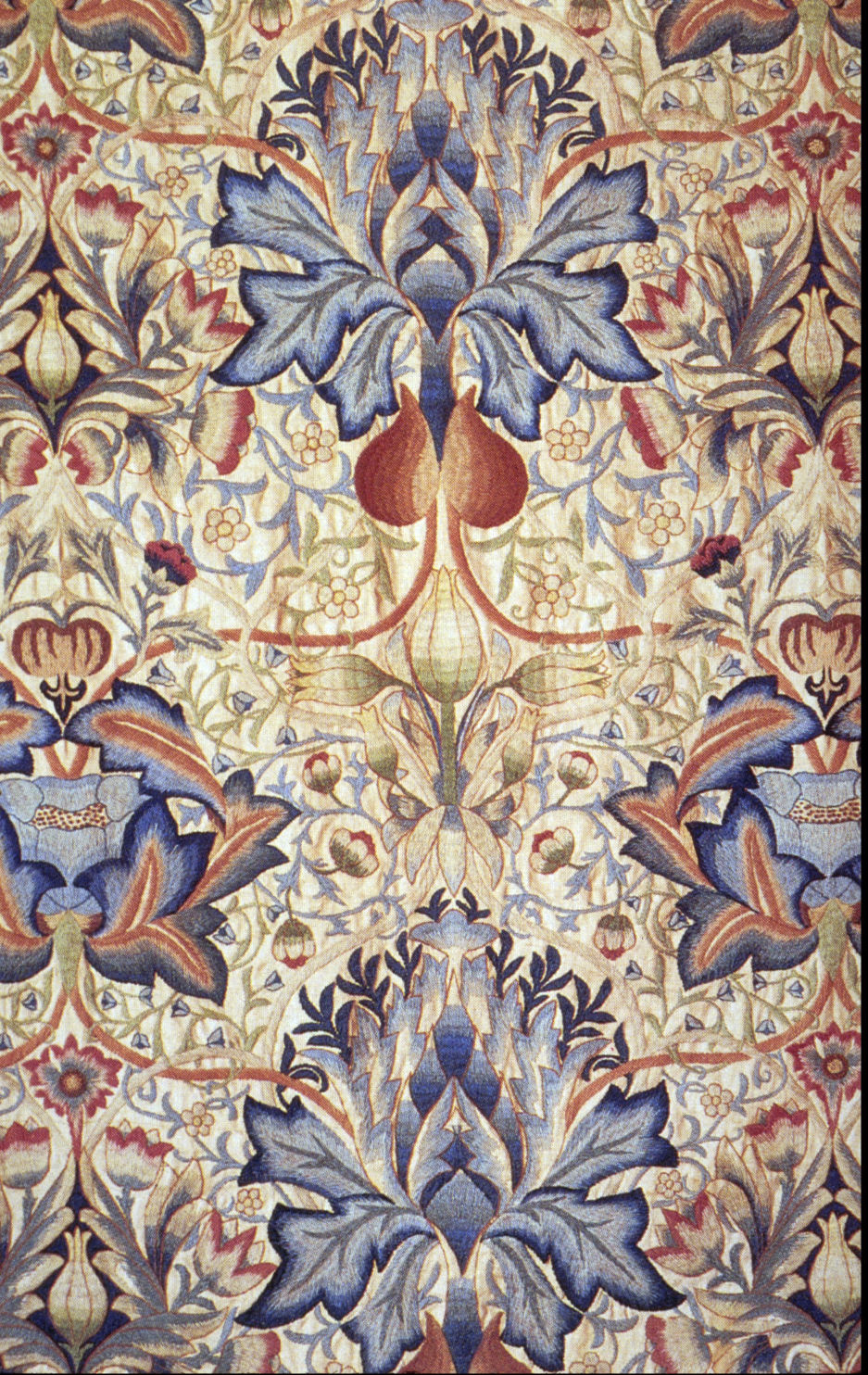
Acanthus embroidered panel, designed Morris, 1890
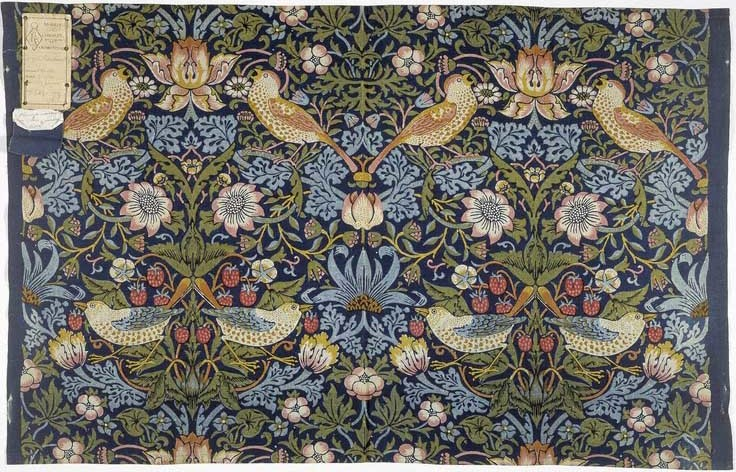
Strawberry Thief, furnishing fabric, designed Morris, 1883
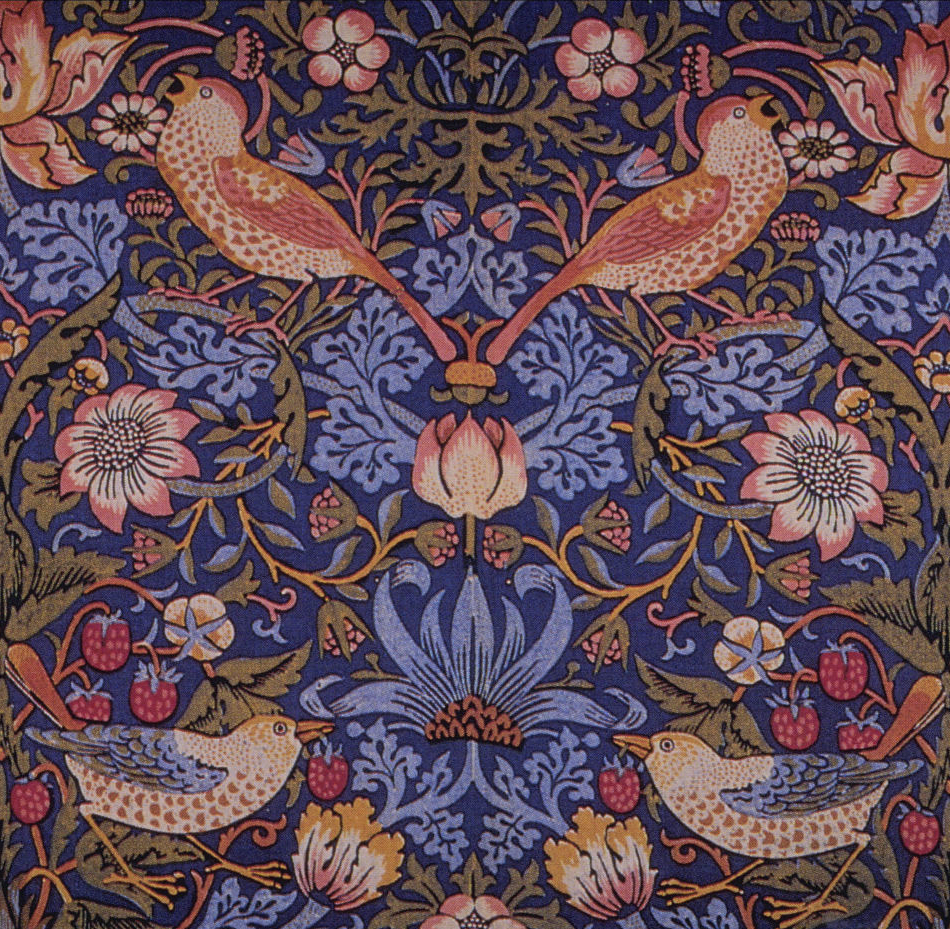
Morris Strawberry Thief 1883 detail
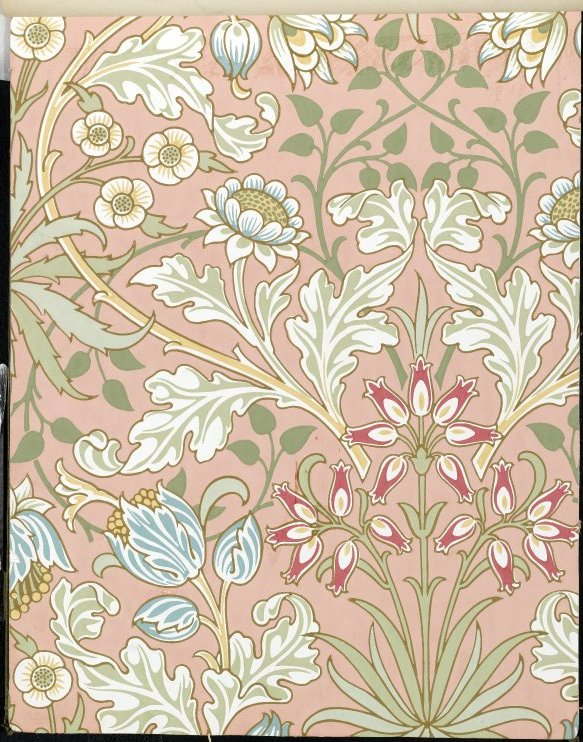
Wallpaper – Hyacinth, pattern #480 – 1915–1917
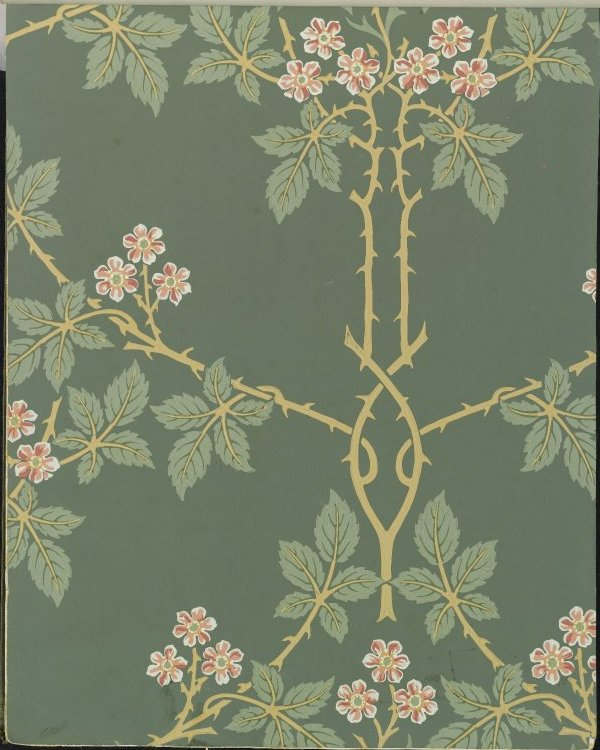
Wallpaper – Blackberry, pattern #388 – 1915–1917
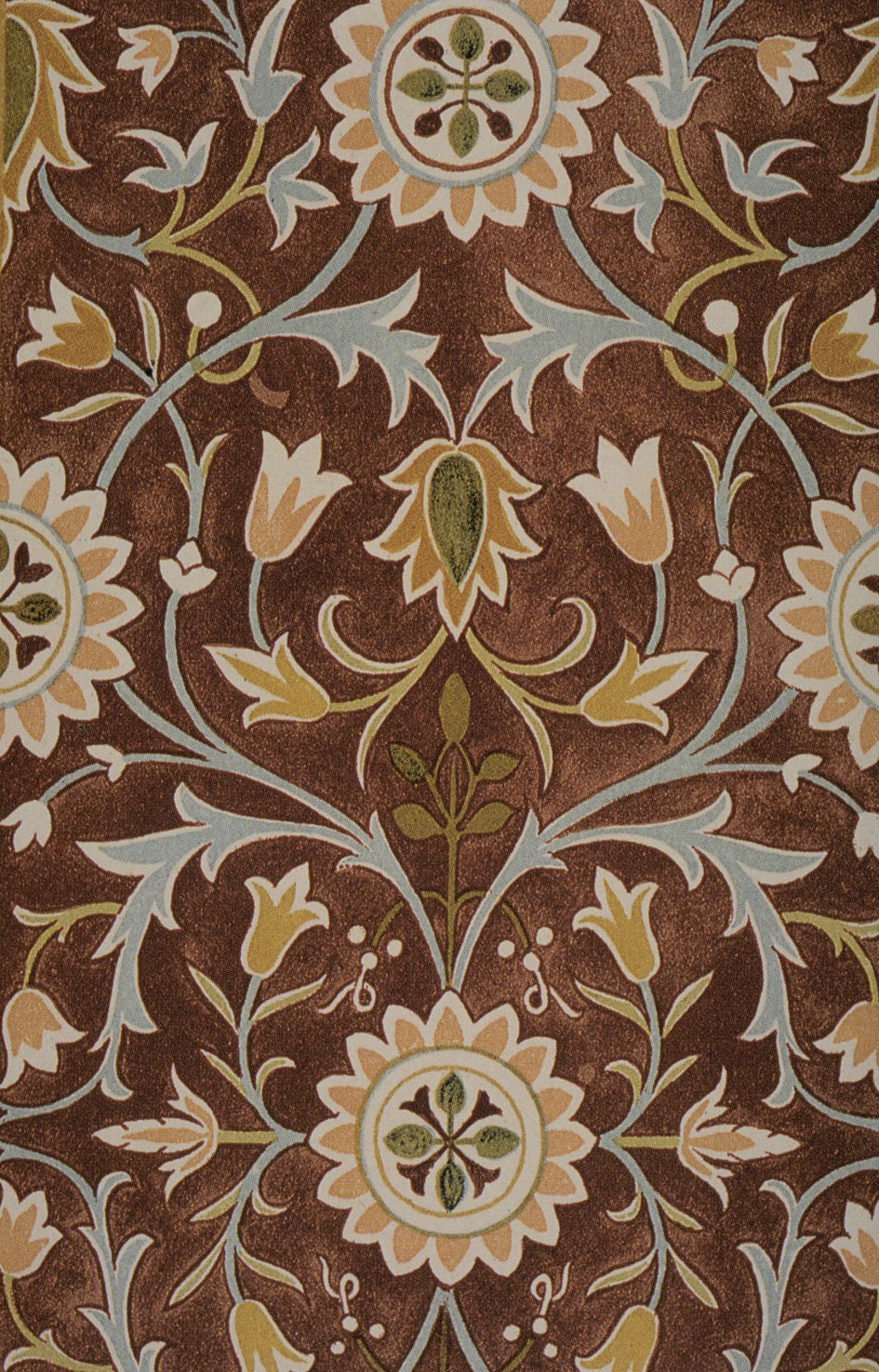
Detail of a watercolour design for the Little Flower carpet showing a portion of the central medallion, by William Morris
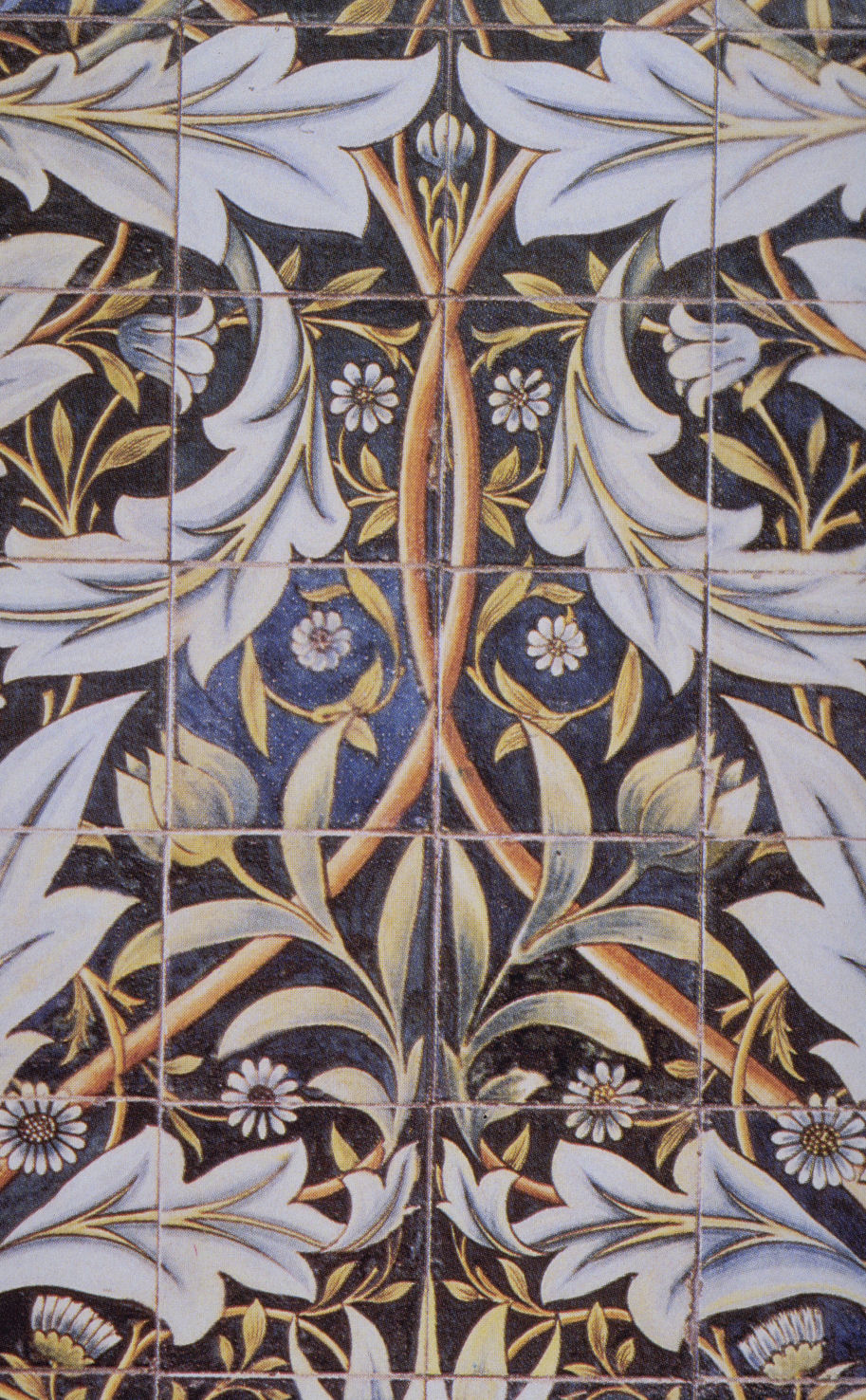
Panel of ceramic tiles designed by Morris and produced by William De Morgan, 1876
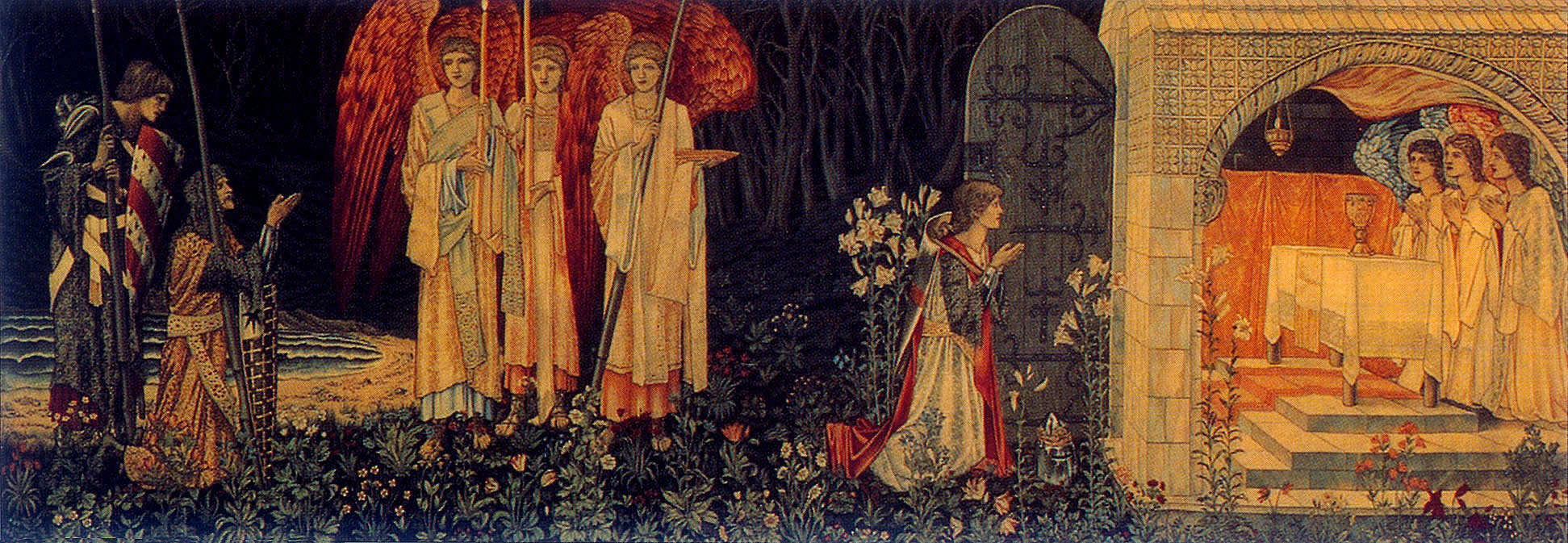
The Vision of the Holy Grail tapestry, 1890